# Бердуново
Бердуново — упразднённая деревня в Парфеньевском муниципальном округе Костромской области России. На момент упразднения входила в состав Крусановского сельсовета. В 1995 году включена в состав посёлка Николо-Полома и исключена из учётных данных.

## География
Деревня находилась в центральной части Костромской области, в подзоне южной тайги, на правом берегу реки Нозьмы, на расстоянии приблизительно 14 километров (по прямой) к югу от Парфеньева, административного центра района.

### Климат
Климат характеризуется как умеренно континентальный, с продолжительной холодной многоснежной зимой и коротким сравнительно тёплым летом. Среднегодовая температура воздуха — 2,6 °C. Средняя температура воздуха самого холодного месяца (января) — −12,5 °C (абсолютный минимум — −47,1 °C); самого тёплого месяца (июля) — 17,4 °C (абсолютный максимум — 36,4 °С). Продолжительность периода активной вегетации растений (выше 10 °C) составляет примерно 120 дней. Годовое количество атмосферных осадков — 611 мм, из которых 445 мм выпадает в период с апреля по октябрь.

## История
Решением Костромской областной Думы от 20 апреля 1995 года № 81 фактически слившиеся сельские населённые пункты Крусановского сельсовета Парфеньевского района посёлок Николо-Полома, посёлок Октябрьский и деревню Бердуново объединены в один населённый пункт — посёлок Николо-Полома.